# Norbi 2.0.0.0.
Norbi 2.0.0.0. – trzeci album studyjny Norbiego wydany 9 marca 2000 roku. Krążek zawiera 10 utworów i 4 bonusy.

## Lista utworów
1. "Dwójka i trzy zera" – 3:47
2. "Piękny dzień" (feat. Krzysztof Krawczyk) – 3:28
3. "Chodź ze mną (Do łóżka)" – 3:19
4. "Dla Victorii" – 3:56
5. "Studentka (Ballada Studencka II)" – 3:22
6. "I znowu to samo" – 3:08
7. "Chłopaki z TV (Nie Ma Letko)" – 3:17
8. "Lecioły Zórazie" – 4:48
9. "Polska do boju" – 2:50
10. "Zakazane zabawy" – 3:56

### bonusy
1. "Nie zaczep jej" (Rmx) – 3:52
2. "Roz Kołysz" (Rmx) – 6:15
3. "I znowu to samo" (Club version) – 5:42
4. "Dla Victorii" (Rmx) – 3:48